# Ballads, Blues and Boasters
Ballads, Blues and Boasters è un album in studio del cantante statunitense Harry Belafonte, pubblicato nel 1964.

## Tracce
1. Tone the Bell Easy
2. Blue Willow Moan
3. Ananias
4. Boy
5. My Love Is a Dewdrop
6. Back of the Bus
7. Pastures of Plenty
8. John the Revelator
9. Four Strong Winds
10. Black Betty
11. Big Boat Up the River